# Lucien Dendooven
Lucien Dendooven (Oostkerke, 2 maart 1927  - Brugge, 28 maart 1973) was een Vlaams schrijver. 

## Levensloop
Na middelbare studies aan het Sint-Lodewijkscollege in Brugge, studeerde hij wijsbegeerte en letteren aan de Katholieke Universiteit Leuven, en volgde hij Franse taal en literatuur in Lausanne en beschavingsgeschiedenis in Montpellier.
Het gezin Dendooven verhuisde in 1946 naar de abdijhoeve Ter Doest in Lissewege, die hij mee hielp uitbouwen tot een toeristisch en cultureel centrum. Hij stichtte de kunstkring Ter Doest. Van 1955 tot 1959 organiseerde hij tentoonstellingen van hedendaagse kunst in de historische abdijschuur van Ter Doest. Beroepshalve werd hij verzekeringsmakelaar.
Hij schreef talrijke historische werken en heel wat verhalen en romans. Zijn historisch-volkskundige arbeid zit vooral in het monumentale driedelige werk Dit is West-Vlaanderen (1959-1962), een encyclopedie van de West-Vlaamse gemeenten.
Hij was bestuurder van de Vereniging van Vlaamse Letterkundigen (VVL) en secretaris van het Christelijk Vlaams Kunstenaarsverbond (CVKV). Hij was ook actief in het CVP-bestuur van het arrondissement Brugge.
Lucien Dendooven huwde in 1964 en ging in Brugge wonen. In 1969 verhuisde hij naar Varsenare.
Hij overleed in 1973 in het Sint-Janshospitaal in Brugge op 46-jarige leeftijd.

## Publicaties
- volkskundige en historische werken
  - De Abdij Ter Doest (1953)
  - Dorpen in de Brugse vlakte (1954)
  - Karel de Goede en het kwade Brugge (1955)
  - De Ommegang van Lissewege (1958)
  - De Nieuw-Hazegraspolder te Knokke (1968), bekroond met de provinciale prijs voor geschiedenis
  - (samen met Raf Seys) Van den lande van over zee (1969), werk van Jacob van Maerlant, VWS cahier 21.
- literaire monografie
  - Paul Claudel (1962)
- verhalen en romans
  - Sjantra de Maan (1957)
  - Heer Torfinn (1960)
  - De helle dageraad (1963)
  - Water 44 (1966)
  - Ridder van Ter Doest (Uitgeverij Saeftinge-Blankenberge, 1967, 32p.)
  - Vesta (1969)
  - Steen voor steen (1971)
  - Ja boer nee boer (1973).